# Pawton Quoit

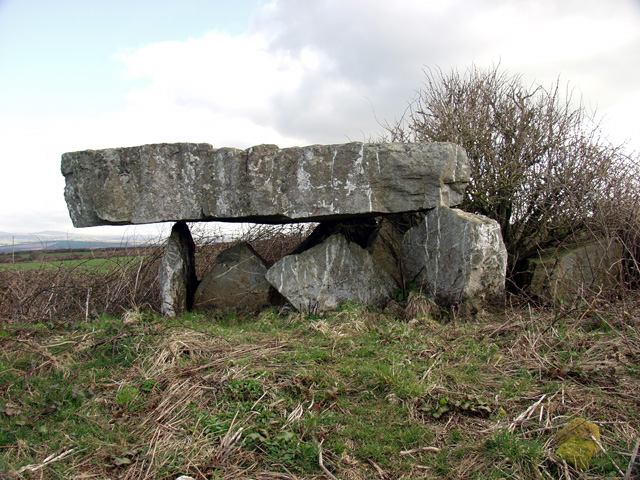
Pawton Quoit

Der Pawton Quoit liegt nahe Haycrock Farm, südlich von St. Breock, etwa 3,2 km südöstlich von Wadebridge und etwa 4,0 km nordwestlich von Padstow in Cornwall in England.
Quoits sind Portalgräber aus der Jungsteinzeit, bei denen (zumeist drei) senkrechte Megalithen die einzige Deckplatte stützen. Diese Dolmen wurden im 19. Jahrhundert als Cromlechs bezeichnet. Anlagen des Typs findet man in Cornwall, Wales sowie in Irland und Nordirland. Dort kennt man sie unter der Bezeichnung „Tripod-Dolmen“.
Der Pawton Quoit besteht aus einem massiven Deckstein, der auf drei Tragsteinen liegt. Die einst durch drei weitere Seitensteine geschlossene Kammer misst etwa 2,3 × 1,1 Meter und war früher von einem Grabhügel bedeckt.